# Alytus Arena
A Alytus Arena (em lituano:  Alytaus Sporto ir Rekreacijos centras; em português:  Centro Esportivo e Recreativo de Alytus) é um recinto coberto dedicado à praticas desportivas e culturais na cidade de Alytus, Lituânia. A arena foi inaugurada em 1977, sendo reconstruída entre 2009 e 2010 para receber algumas partidas do EuroBasket de 2011. A equipe da cidade, Dzūkija, manda seus jogos desde sua fundação na arena.

## Artigos Relacionados
- Liga Lituana de Basquetebol